# Государство Хулагуидов
Госуда́рство Хулагуи́дов (также Ильханат) — принятое в российском востоковедении обозначение державы, основанной чингизидом Хулагу и управлявшейся его потомками; официальное название царства Хулагуидов — Иранская земля или просто Иран. В западной историографии обозначается как Ильханат (англ. Ilkhanate) или Иль-ханство, также возможен вариант Ильханиды (перс. ایلخانان‎) и известное монголам как улус Хулагу (букв. «люди или государство Хулагу»), являлось монгольским ханством, которое было самовольно создано в 1256 году монгольским военачальником Хулагу, сыном Толуя и внуком Чингисхана, во время ближневосточного завоевательного похода 1256—1260 годов в северной части региона Передняя Азия. Государство было признано в 1261 году ханом Монгольской империи Хубилаем, даровавшим Хулагу титул ильхан («хан племени», в значении улусный хан). До вступления на престол Газан-хана (1295—1304 гг.) Хулагуиды признавали номинальную власть от великого хана (императора Юань).
Годовой бюджет Ильханата в XIV веке в эпоху историка Хамдалла Мустауфи составлял 1700 томанов или 102 миллионов дирхамов.
Ильханат в основном занимал территории, которые ныне являются частью таких современных государств как Иран, Азербайджан, Туркменистан, Пакистан, Афганистан и Армения. Ильханат также включал части таких современных государств как Ирак, Турция (до р. Галис) и Грузия, в том числе небольшие части таких государств как Россия (большая часть современного Дагестана), северная часть Сирии и южная часть Таджикистана. Вассалами и данниками Хулагуидов были Грузия, Трапезундская империя, Конийский султанат, Киликийская Армения, Кипрское королевство, государство Куртов в Герате; столицами были последовательно Мераге, Тебриз, Сольтание, затем снова Тебриз. Более поздние правители Ильханата, начиная с Газан-хана в 1295 году, приняли ислам.
Государство, находившееся к 1290-м годам в тяжёлом экономическом состоянии, продлило своё существование благодаря реформам Газан-хана, проведённым его министром Рашид ад-Дином, но лишь до 1335 года. В 1330-х годах Ильханат был опустошён эпидемией чумы. После смерти ильхана Абу Саида Бахадур-хана 30 ноября 1335 года ильханат распался, однако номинальных и недолговечных ильханов всё ещё возводили на престол и после этого, но лишь для придания законности власти новых династий таких как Чобаниды и Джалаириды. Последним единым номинальным ханом был Мухаммад, правивший 2 года (с 1336 по 1338 годы) и убитый Чобанидами, после чего каждая из новых династий назначила себе своего номинального ильхана, Ануширван был последним уцелевшим представителем рода Хулагуидов кто занимал трон с 1344 по 1357 год легализуя власть Джалаиридов, но после смерти которого и номинальная власть ильханов навсегда прекратилась.
Правители Ильханата, хотя были неиранского происхождения, пытались преподносить себя как продолжатели древней персидской государственности, а именно как наследники империи Сасанидов (224—651 годы), для чего они активно использовали труды различных историков.

## Предыстория
Впервые монгольские войска появились на территориях, позднее вошедших в хулагуидское государство, в 1220—1221 годах. Отряды Субэдэя и Джэбэ, преследовавшие хорезмшаха Мухаммеда II, разорили многие персидские города, в частности Казвин, Хамадан, Ардебиль и Марагу. Тебриз, будущая столица ильханов, избежал опустошения, дважды выплатив контрибуцию, а Мавераннахр полностью перешёл под власть монголов. Хорасан был завоёван войсками Толуя в 1221 году. Мерв и Нишапур были опустошены, жители Герата покорились и получили пощаду.
Сын Мухаммеда II и последний хорезмшах Джелал ад-Дин Мангуберди вернулся, после бегства в Индию, и закрепился в Западном Иране около 1224 года. Соперничающие тюркские государства, которые были всем, что осталось от империи его отца, быстро заявили о своей верности Джалалу ад-Дину. В 1227 году достиг относительного успеха в сражениях с монгольскими войсками, но в итоге был разбит армией нойона Чормагана в 1231 году. В 1231—1239 годах Чормаган завоевал Арран и Ширван. Хазараспиды Луристана, Салгуриды Фарса и Кутлугшахи Кермана выплатили контрибуцию и признали верховную власть хана Угэдэя.

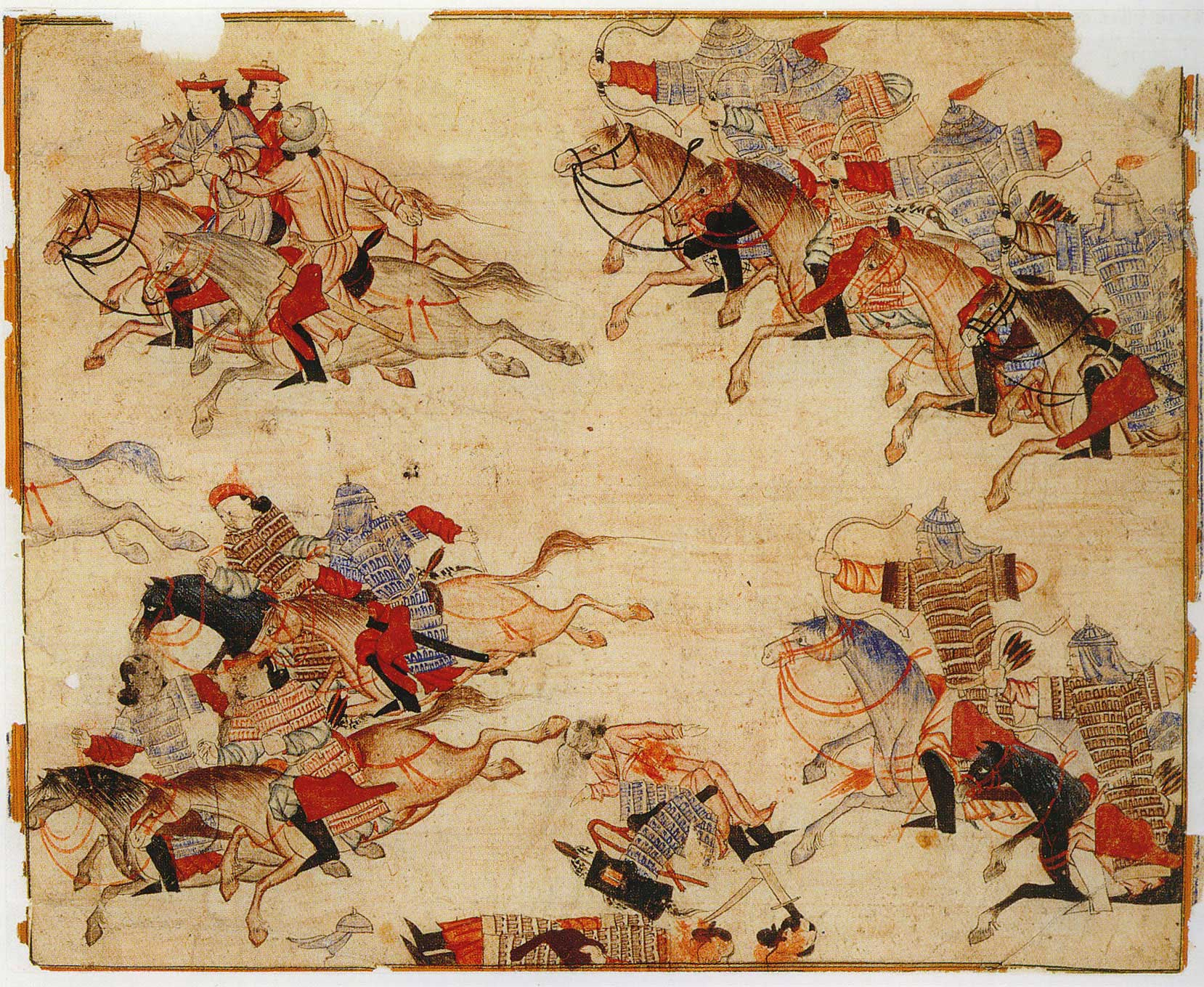
Миниатюра созданная во времена Ильханата изображающая конных воинов, преследующих врагов, из книги Рашид ад-Дина Джами ат-таварих, начало XIV века.

На западе Хамадан и остальная часть Персии были захвачены Чормаганом. Монголы вторглись в Армению и Грузию в 1234 или 1236 году, завершив подчинение Грузинского царства в 1238 году. На следующий год они начали нападать на западные районы бывшего Армянского царства, на тот момент покорённого сельджуками. К 1237 году Монгольская империя подчинила себе большую часть Персии (включая современный Азербайджан), Армению, Грузию (исключая Ирак Аббасидов и крепости исмаилитов), а также весь Афганистан и Кашмир. После битвы при Кёсе-даге в 1243 году монголы под предводительством Байджу захватили Румский султанат, в то время как Трапезундская империя стала вассалом монголов.
В 1236 году Угедей приказал восстановить экономически и культурно Большой Хорасан. Монгольские военные губернаторы в основном устроили свои кочевья на равнине Муган на территории нынешнего Азербайджана. Осознавая опасность, исходящую от монголов, правители Мосула и Киликийского армянского царства подчинились великому хану. Чормаган разделил Закавказье на три округа, основываясь на монгольской военной иерархии. В Грузии население было временно разделено на восемь туменов. В 1244 году Гуюк-хан также прекратил сбор налогов с округов в Персии и предложил налоговые льготы для других регионов. В соответствии с жалобой губернатора Аргун-ака, в 1251 году Мункэ-хан запретил ортогским торговцам (мусульманским торговцам по контракту с монголами) и знати злоупотреблять в использовании ямами и в отношении с гражданскими лицами. Он приказал провести новую перепись населения и постановил, что каждый мужчина в Передней Азии, управляемой монголами, должен платить пропорционально своему имуществу. Персия была разделена между четырьмя округами, подчинявшимися Аргуну. Мункэ-хан даровал Картидам власть над Гератом, Джамом, Пушангом, Гором, Хайсаром, Фируз-Кух, Гарджистаном, Фарахом, Систаном, Кабулом, Тирахом и Афганистаном.

## История

### Поход Хулагу и создание государства

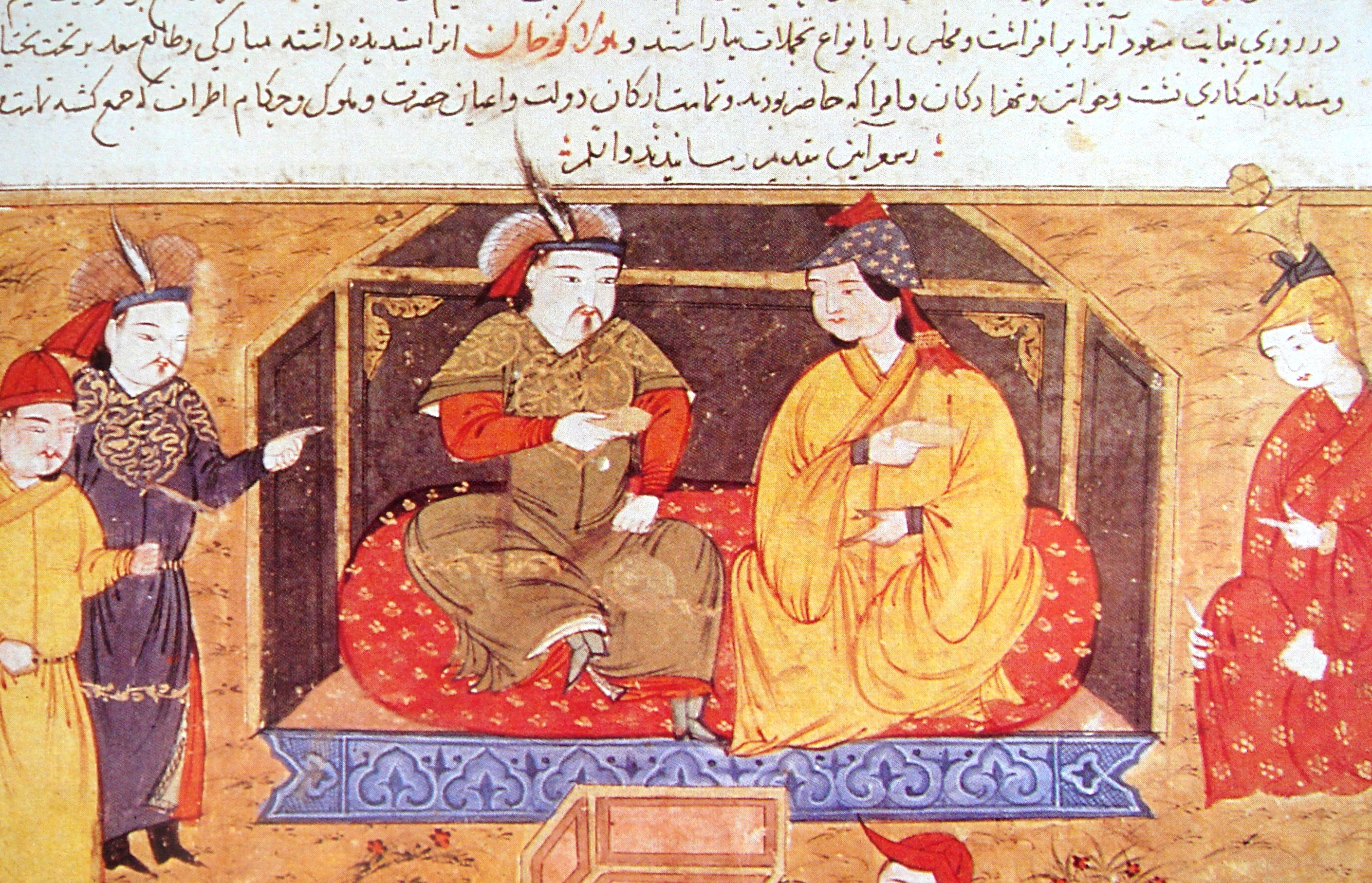
Хулагу и его супруга Докуз-хатун. Рукопись Джами ат-таварих, XIV век.

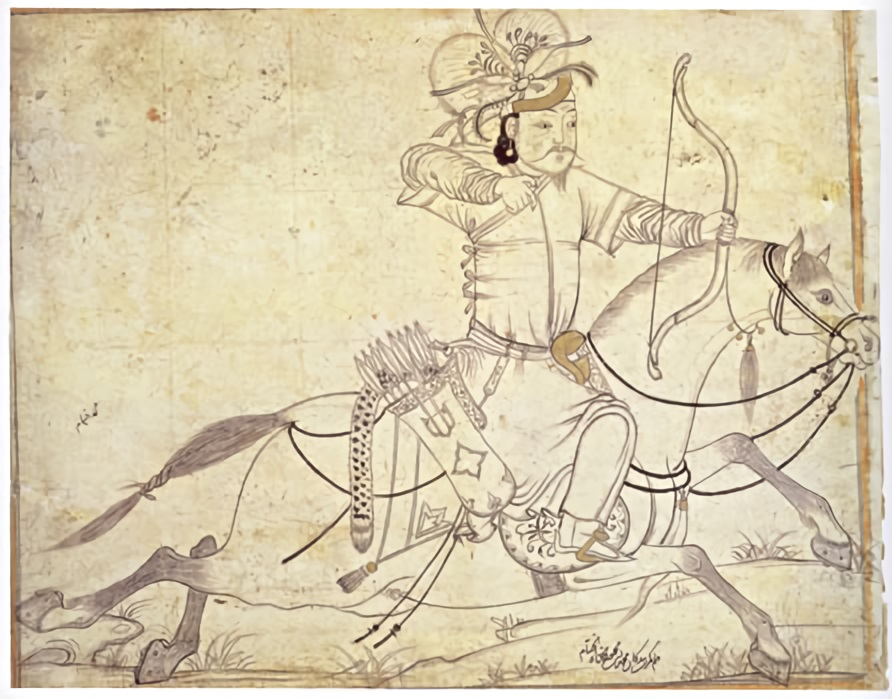
Монгольский конный лучник XIII века.

К началу 1250-х монгольским наместникам в Иране не подчинялись лишь исмаилиты-низариты в горах Эльбурса и Кухистане и халифы-аббасиды в Багдадском халифате и Хузестане. Пришедший к власти в 1251 году Мункэ принял решение довершить завоевание региона, для чего была выделена пятая часть всей монгольской армии для похода во главе с Хулагу, младшим братом хана, тот взял с собой своих сыновей Абаку и Юшумута. Хулагу также взял с собой многих китайских учёных и астрономов, от которых знаменитый персидский астроном Насир ад-Дин Туси узнал о способах использования китайских расчётных таблиц. Сменив Байджу в 1255 году, Хулагу распространил власть монголов от Мавераннахра до Сирии. Он уничтожил государство низаритов-исмаилитов, включая Аламут и Меймундиз, и Багдадский халифат, последний халиф был предан смерти, в 1256 и 1258 годах соответственно.
В 1258 году Хулагу провозгласил себя ильханом. По Рашид ад-Дину, Мункэ изначально планировал передать иранские земли в личный удел Хулагу. Однако Рашид, как придворный историк ильханов, мог быть тенденциозен и сообщать сведения, легитимизирующие власть своих покровителей. И. П. Петрушевский считает, что Хулагу самовольно создал новый улус, а Хубилай позднее 1261 года признал уже фактически независимое государство. Ильханы, хотя и признавали номинальную зависимость от великого хана, пользовались полной самостоятельностью во внешней и внутренней политике.
После завоевания Багдада Хулагу отступил в иранскую провинцию Азербайджан и выбрал местом своей резиденции Марагу, где была построена обсерватория, откуда столица была вскоре перенесена в Тебриз. Огромная добыча, захваченная в Месопотамии, была размещена в казнохранилище, построенном на острове Шаху. Выбор ильханом столицы вылился в перенос политической и интеллектуальной жизни Персии в её северо-западный угол. В течение эпохи монгольского господства, растянувшегося на более чем 80 лет, этот регион был центром основанной Хулагу империи. Отсюда осуществлялось управление остальными частями Персии, также как и Южным Кавказом, Арменией, Месопотамией и Малой Азией. Здесь толпились посольства и вассальные правители. Здесь был выработан новый стиль в искусствах и моде. Несмотря на то, что Персия была только одной из составляющих владений Хулагу, в административном и культурном смысле эта страна, и, в частности, иранская область Азербайджан была центром империи.
В начале 1260 года монголы, вступив в Сирию, заняли Дамаск и Халеб. Поражения от мамлюков при Айн-Джалуте и Хомсе остановили монгольское наступление, а смерть Мункэ вынудила Хулагу вернуться в Монголию, чтобы присутствовать на курилтае для избрания следующего великого хана, что положило конец монгольским завоеваниям в Передней Азии. Сирия на десятилетия стала линией фронта между мамлюками и Хулагуидами.
Из-за гибели трёх принцев-Джучидов на службе у Хулагу-хана правитель улуса Джучи (также известный как Золотая Орда) Берке объявил войну Хулагу в 1262 году. Согласно мамлюкским историкам это произошло из-за того, что Хулагу вырезал войска Берке и отказался поделиться с ним своей военной добычей. Берке стремился к совместным военным действиям вместе с мамлюкским султаном Бейбарсом, заключив с ним союз, против Хулагу. В 1262 году хан Золотой Орды отправил своё войско против Ильханата, во главе был поставлен царевич Ногай, но Хулагу вынудил того отступить. Затем армия Ильханидов переправилась через Терек, захватив пустой лагерь Джучидов, но была разгромлена в результате внезапной атаки войск Ногая. Многие из них утонули, когда на замерзшей реке Терек треснул лёд.
В 1262 году Хулагу отдал Большой Хорасан и Мазандаран Абаке, а северный Азербайджан (Арран) — Юшумуту. Сам Хулагу провёл оставшуюся жизнь кочевником в южном Азербайджане и Армении. Во время его раннего правления Ильханат пережил массовые восстания покорённых народов. Ситуация оставалась спокойной лишь во владениях ильханидских вассалов Сельджукидов и Артукидов в Мардине. Только после того, как Шамс ад-Дин Джувейни был назначен визирем после 1262 года, ситуация начала успокаиваться и было введено более устойчивое управление.
Хулагу заболел в феврале 1265 года после нескольких дней пиршеств и охоты. Он умер 8 февраля, и летом ему наследовал его сын Абака.

### Средний период (1265—1291 гг.)

Государства-преемники Монгольской империи, её вассалы и соседи в начале 1300-х годов.

После восшествия на престол, Абака сразу же столкнулся с вторжением Берке из Золотой Орды, которое закончилось неожиданной смертью Берке. В 1270 году Абака отразил вторжение Борак-хана из Чагатайской орды. Брат Абаки Текудер в отместку разграбил Бухару. В 1277 году мамлюки вторглись в Анатолию и разбили монголов в битве при Эльбистане. Уязвлённый поражением, Абака казнил местного регента Муин-ад-Дина Перване и заменил его монгольским принцем Конгкортаем. В 1281 году Абака послал Мункэ Темура против мамлюков, но он тоже потерпел поражение при Хомсе.
Смерть Абаки в 1282 году спровоцировала борьбу за престолонаследие между его сыном Аргуном, которого поддерживали Караунасы, и его братом Текудером, которого поддерживала аристократия Чингизидов. Текудер был избран ханом Чингизидами. Текудер был первым мусульманским правителем Ильханата. После воцарения, он попытался заменить монгольские политические традиции исламскими, что привело к потере поддержки со стороны армии. Аргун умело это использовал, противопоставив свою старую монгольскую религию, буддизм, исламизации затеянной Текудером, обратившись за поддержкой к немусульманам. Когда Текудер понял это, он казнил нескольких сторонников Аргуна и захватил Аргуна в плен. Приёмный сын Текудера, Буак, освободил Аргуна и сверг Текудера. Аргун был утверждён великим ханом Хубилаем в качестве ильхана в феврале 1286 года.
Во время своего правления Аргун активно стремился бороться с мусульманским влиянием и сражался как против мамлюков, так и против монголо-мусульманского эмира Навруза в Хорасане. Чтобы финансировать свои кампании, Аргун позволил своим визирям Буке и Саад-уд-дауле усилить централизованный контроль над финансами. Эти действия вызвали противодействие со стороны бывших сторонников Аргуна, желавших распоряжаться доходами в своих интересах. В 1291 году оба визиря, а затем и лежавший в коме больной Аргун были убиты заговорщиками.

### Религиозный сдвиг (1291—1316 гг.)

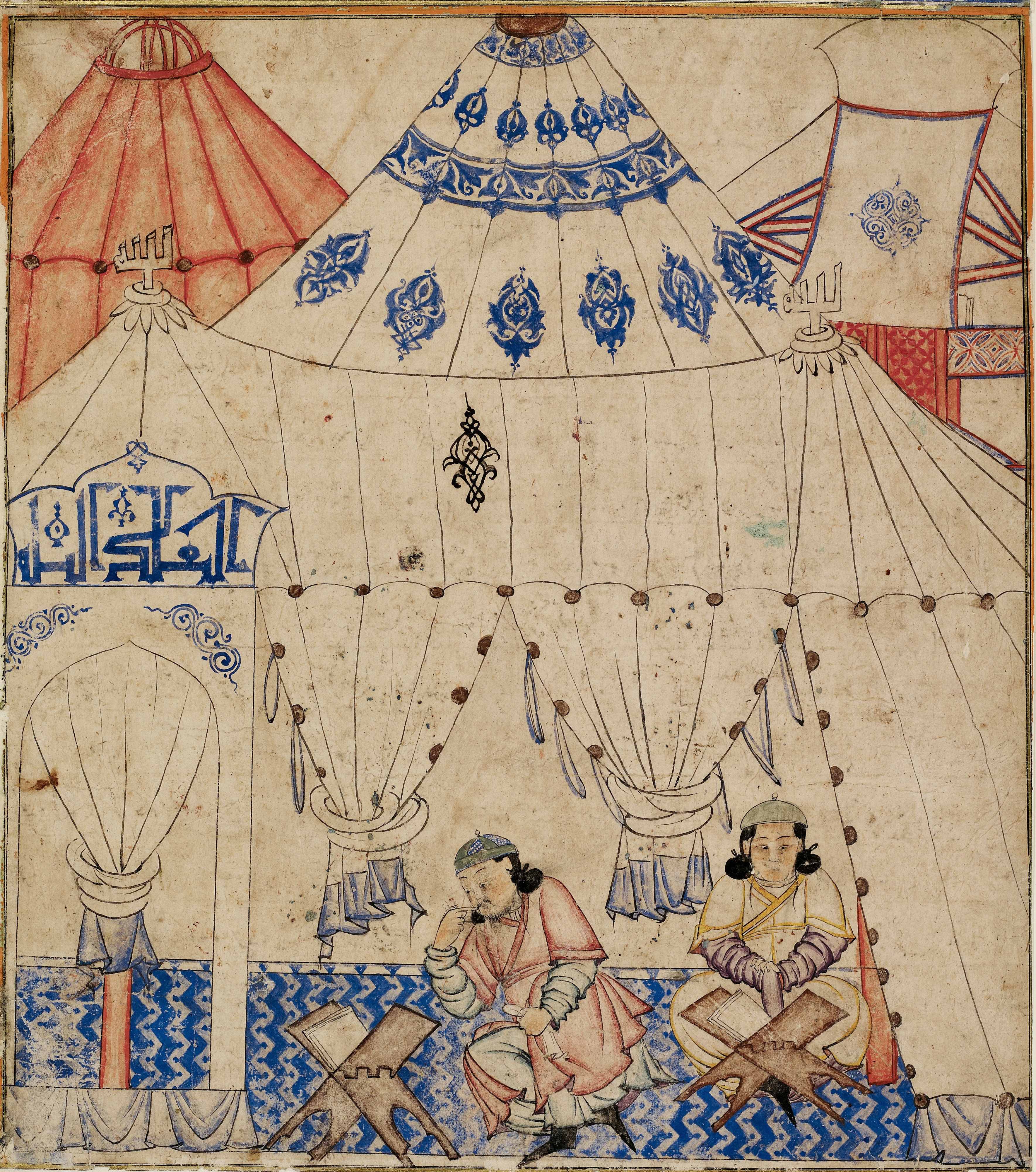
Монгольский правитель Газан-хан, изучающий Коран.

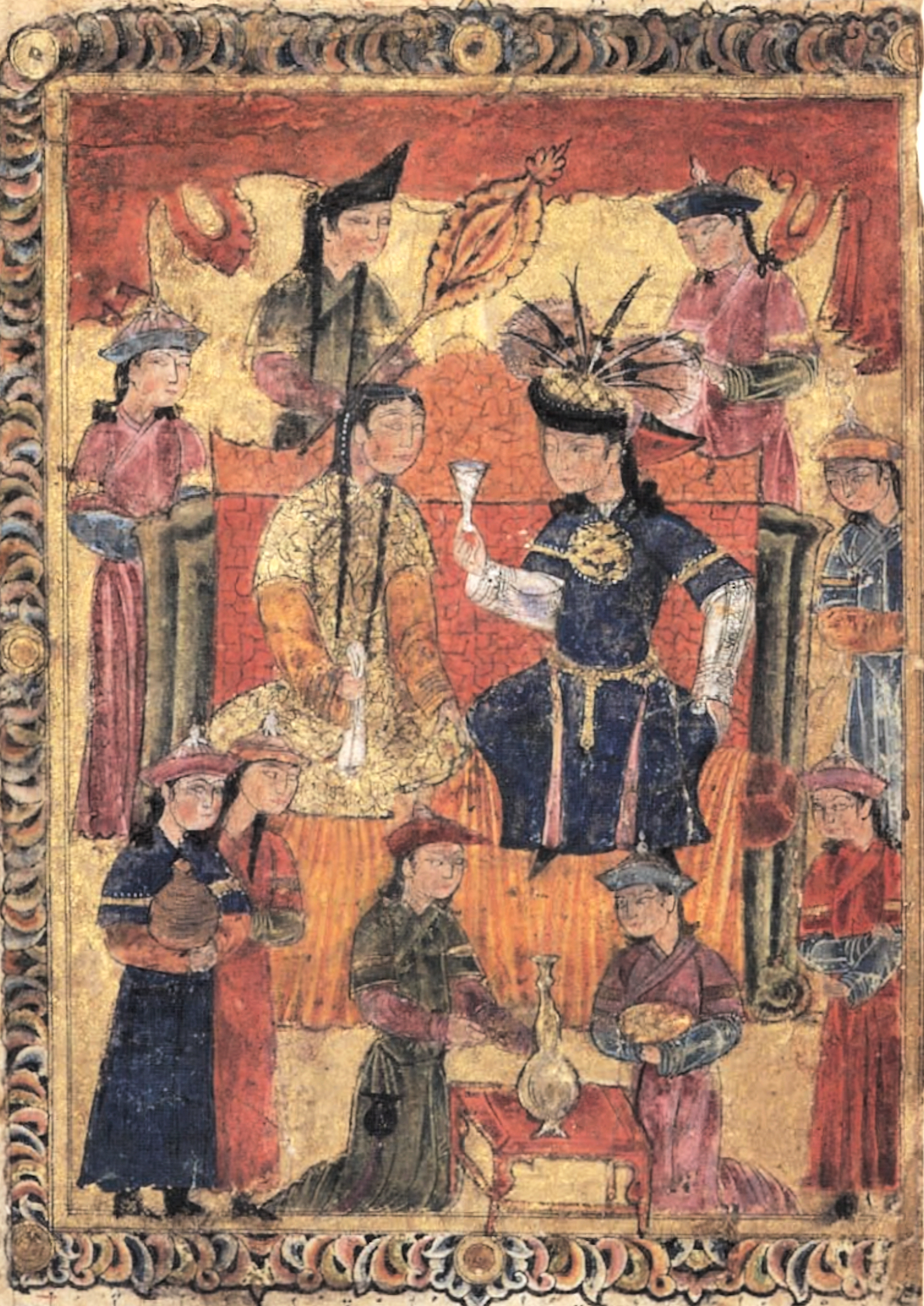
Сцена при дворе Ильханидов. Собеседник свободного человека в тонкостях поэзии, левый фронтиспис, 1341 год, вероятно, Исфахан.

Ильханат начал разваливаться при правлении брата Аргуна, Гайхату. На тот момент, большинство монголов уже приняли ислам, в то время как монгольский двор оставался буддийским. Гайхату пришлось покупать поддержку своих последователей и, как следствие, подорвались финансы страны. Его визирь Садр-уд-Дин Занджани сделал безуспешную попытку укрепить государственные финансы, приняв бумажные деньги династии Юань. Старую знать монголов также оттолкнуло от Гайхату его предполагаемые гомосексуальные отношения с мальчиками. Гайхату был свергнут и убит в 1295 году, а после заменён своим двоюродным братом Байду. Байду правил менее года, прежде чем был свергнут и убит офицером Гайхату, Газаном.
Газан-хан под влиянием эмира Навруза принял ислам, официально провозгласив его религией государства в 1295 году. Подданные христиане и евреи потеряли свой равный статус и должны были платить джизью (налог на немусульман). Газан предоставил буддистам более жёсткий выбор — обращение в ислам или изгнание, и приказал разрушить все буддистские храмы; хотя позже он смягчил свое отношение к буддистам. После того, как Навруз был убит в 1297 году, испуганный Газан был вынужден вернуться к религиозной терпимости к немусульманам и попытался восстановить отношения с ними.

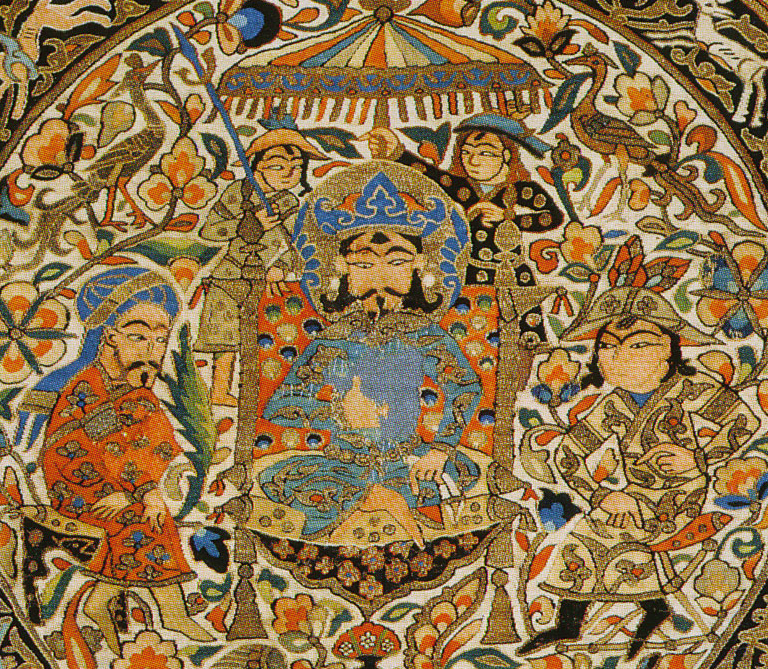
Круглый кусок шёлка с монгольскими изображениями, Персия или Месопотамия, начало XIV века. Шёлк, хлопок и золото.

В целом политику Газан-хана продолжил его брат Олджейту, хоть и были подозрения, что он может начать склоняться к шиизму-двунадесятничеству после того, как попал под влияние теологов Алламе Хилли и аль-Бахрани.
Олджейту первоначально был христианином, который заигрывал с буддизмом, но в конечном итоге стал ханафитским суннитом, хотя всё ещё был подвержен влиянию шаманизма. В 1309—1310 годах он стал мусульманином-шиитом. Армянский летописец в 1304 году отметил смерть «доброжелательного и справедливого» Газана, которому наследовал Гийас ад-Дунйа Олджейту, «который тоже проявляет добрую волю ко всем». Однако летописи от 1306 года уже сообщают об изменении политики Олджейту: «они принуждают всех к обращению в соответствии со своей тщетной и ложной надеждой. Они преследуют, они растлевают и мучают», включая «оскорбление креста и церкви». Некоторые из буддистов, переживших нападения Газана, предприняли безуспешную попытку убедить Олджейту отказаться от ислама.
Обращение монголов в ислам изначально было довольно поверхностным. Процесс утверждения ислама не произошёл внезапно. Кашани, придворный историк эпохи Олджейту, пишет, что «кутлушах», потеряв терпение в споре между ханафитами и шафиитскими суннитами, выразил мнение, что от ислама следует отказаться, а монголам следует вернуться к путям Чингисхана. Кашани также заявил, что Олджейту на короткое время принял буддизм. Будучи мусульманами, монголы проявляли заметное предпочтение суфизму, к таким теологам, как Сефи ад-Дин, часто относились с уважением и благосклонностью.
Несмотря на обращение в ислам, ильханы по-прежнему противостояли мамлюкам, которые побеждали монгольских захватчиков. Ильханы предприняли несколько неудачных вторжений в Сирию, но так и не смогли завоевать и удержать значительные территории, в конечном счёте, ослабев, они были вынуждены отказаться от своих планов завоевания Сирии, чем воспользовались Румский султанат и Киликийское царство прекратившие вассальные отношения c монголами. Во многом это было связано с гражданской войной в Монгольской империи и враждебностью ханств на севере и востоке. Чагатайское ханство в Могулистане и Золотая Орда угрожали Ильханату на Кавказе и Мавераннахре, препятствуя экспансии на запад. Даже во времена правления Хулагу ильханат вёл открытую войну на Кавказе с ордынцами в северных степях. С другой стороны, базирующаяся в Китае династия Юань была союзником Ильханата, а также одно время обладала номинальным сюзеренитетом над последним (император также был великим ханом) в течение многих десятилетий.

### Упадок и падение (1316—1357 гг.)

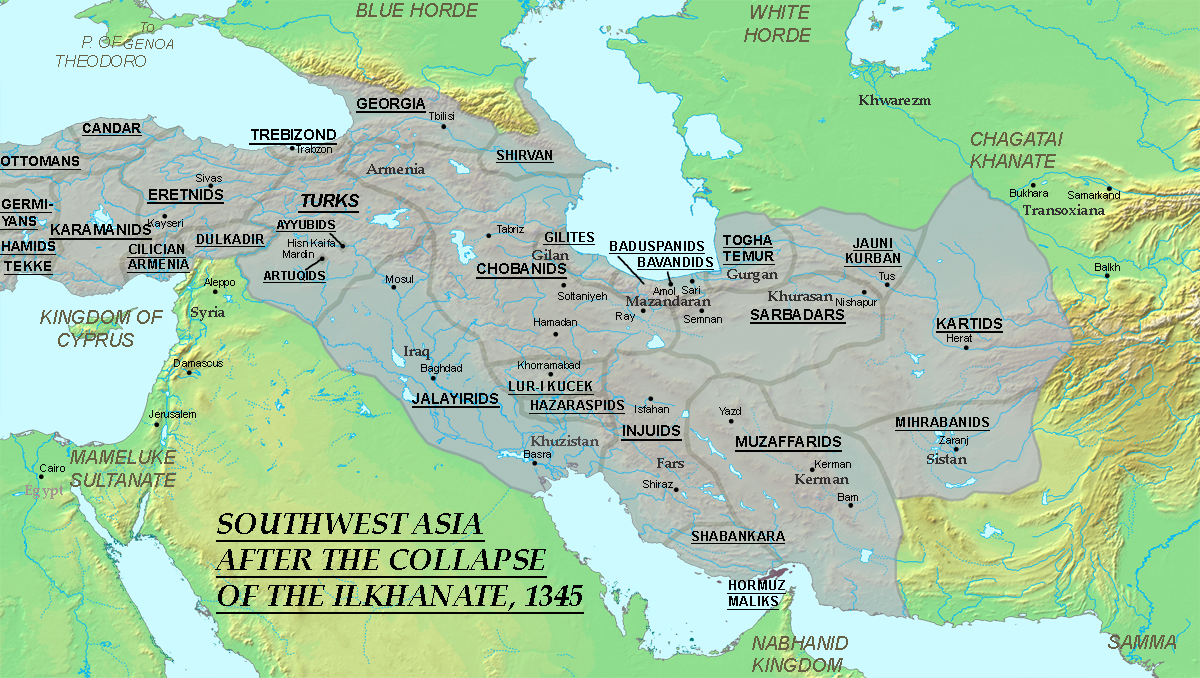
Передняя Азия в 1345 году, через десять лет после смерти Абу Саида. Джалаириды, Чобаниды, Музаффариды, Сербедары и Картиды разделившие меж собой земли Ильханата.

Сын Олджайту, последний ильхан Абу Саид Бахадур-хан, был возведён на престол в 1316 году. В 1318 году он столкнулся с восстанием Чагатайидов и Караунов в Хорасане и вторжением Золотой Орды в то же время. Анатолийский эмир Иренчин также восстал. Иренчин был разгромлен Чобаном из племени тайчиудов в битве при Занджан-Руде 13 июля 1319 года. Под влиянием Чобана Ильханат заключил мир с Чагатайским ханством, который помог ему подавить восстание Чагатайидов, а также в войне с мамлюками. В 1327 году Абу-Саид заменил Чобана «Большим» Хасаном. Хасан был обвинён в попытке убийства хана и сослан в Анатолию в 1332 году. Немонгольские эмиры Шараф-уд-Дин Махмуд-шах и Гияс-уд-Дин Мухаммад получили беспрецедентную военную власть, которая раздражала монгольских эмиров. В 1330-х годах эпидемия Чёрной смерти опустошила Ильханат, и к 1335 году Абу-Саид и его сыновья погибли от чумы. Гияс-уд-Дин посадил на трон потомка Ариг-Буги, Арпа Кеуна, положив начало череде недолговечных ханов, пока «Маленький» Хасан не захватил Азербайджан в 1338 году. В 1357 году хан Золотой Орды Джанибек завоевал Тебриз, удерживаемый Чобанидами в течение года, положив конец остаткам Ильханата.

## Управление

### Правящая династия
Верховная власть в государстве принадлежала ильхану, который передавал отдельные области и города в качестве уделов царевичам, нойонам и эмирам. Ильхан со своей ставкой (орду), сохраняя верность кочевым традициям, часть года проводил на летних и зимних пастбищах, часть — в Багдаде и Тебризе. В случае войны ильхан нередко брал на себя командование полевой армией.

### Двойная система управления
На территории Грузинского царства и подчиненного ему территории Северной Армении монгольские ханы предусмотрели двойную систему управления. Так параллельно существовали монгольская система управления и местная феодальная система управления исторически сложившаяся на данных территориях. Грузинское царство монгольские ханы поделили на восемь военно-административных округов (туменов) во главе с темниками и иными должностными лицами являющимися представителями хана (баскаками, даругами и иными). Грузинские цари и их феодалы сохраняли власть и земельные владения при условии признания монгольской власти и получения разрешения от хана (ярлыка). Для получения ярлыка от хана им приходилось систематически посещать его в Каракоруме и преподносить ему различного рода ценные подарки. В результате цари Грузии и их феодалы находились в двойной зависимости (от великого хана империи и от хана Золотой Орды). Кроме того, каждый тумен фиксировался за отдельным представителем местного феодализма (гризинским или армянским князем — мтаварами и ишханами) для закрепления обязанностей по своевременному сбору и поступления соответствующих платежей (дани).
Для децентрализации власти монгольские ханы лишали определённых местных феодалов зависимости от Грузинских царей за особо ценные подарки, тем самым провоцируя междоусобицу внутри государства. Кроме того, для ускорения распада единого государства в 1249 году великий монгольский хан Гуюк утвердил на грузинский престол не одного царя, а двух одновременно. По мнению исследователей, именно данный факт послужил причиной распада в 1260 году Грузинского царства на несколько, подвластных монголам. При этом, такие города как Тбилиси и Кутаиси, остались под совместным управлением обоих царей.

### Исполнительная власть
Политически ведущая роль принадлежала монгольской и тюркской кочевой знати. Из местной иранской знати уцелела только часть, другая часть была уничтожена, и земли её перешли либо к государству, либо к монгольской кочевой знати. Последняя не оставляла кочевого образа жизни, но, завладев обширным фондом обработанных земель, превратилась в феодальных эксплуататоров массы крестьян, сидевших на этих землях. Между этими группами господствующего класса, внутри его, существовали порой резкие противоречия. Большое число мусульманских чиновников, главным образом персоязычных, поступило на службу к завоевателям.
Военными силами руководил старший эмир (амир-и улус — «улусный эмир» или амир аль-умара — «эмир над эмирами»). Гражданское управление было организовано в виде системы диванов. Центральное ведомство — великий, или высочайший диван — возглавлял визирь (иначе — сахиб-диван), который отвечал за финансы (государственные доходы и расходы, казна, налоги), делопроизводство, управленческие кадры, а также ремесленные мастерские (карханэ).
В отличие от базирующейся в Китае династии Юань, которая не допускала коренное население к получению высоких постов, Ильханат управлял своим царством через центральноазиатско-персидскую («таджикскую») администрацию в партнёрстве с тюрко-монгольскими военными офицерами. Не все персидские правители были мусульманами или членами традиционных семей, которые служили сельджукам и хорезмийцам (например, семья Джувейни). Например, визирем Ильханата с 1288 по 1291 год был Сад ад-Даула, еврей, в то время как выдающийся визирь и историк Рашид ад-Дин был евреем, принявшим ислам.
Правители Ильханата, стремившиеся расширить свою власть, поддерживали своих персидских чиновников в продвижении традиционной персидской модели царствования. Персидская концепция монархии над территориальной империей, или, более конкретно, «Царства земли Иран» (падшахи-йе Иран-замин), была легко продана этими бюрократами их монгольским хозяевам. Продолжительным результатом монгольских завоеваний стало появление «национального государства» в Иране в эпоху Ильханата.
Монголы будучи правителями Ильханата вели кочевой образ жизни вплоть до конца существования государства. Их кочевые маршруты пролегали через центральный Ирак, северо-западный Иран, Азербайджан и Армению. Монголы непосредственно управляли Ираком, Кавказом, западным и южным Ираном, за исключением Грузии, Мардинского султана Артукидов, Куфы и Луристана. Монголы-Караунасы правили Хорасаном как автономным государством и не платили налогов. Местная династия в Герате также сохраняла автономию. Анатолия была самой богатой провинцией Ильханата, обеспечивая четверть его доходов, в то время как Ирак и Диярбакыр вместе взятые обеспечивали около 35 % его доходов.
В 1330 году аннексия Абхазии привела к воссоединению Грузинского царства. Однако, в период с 1336 по 1350 год, из-за войн и голода, дань, получаемая ильханами из Грузии, сократилась примерно на три четверти.

## Языковая ситуация

### Монгольский язык
В Монгольском Иране, как и во всей Монгольской империи, монгольский язык был официальным и самым престижным, что признавалось и персидским автором XIII века Джувейни. В Государстве Хулагуидов монгольский в течение первых 50 лет был официальным языком и использовался как Хулагуидами, так и другими монголами и племенной аристократией. Далее употребление монгольского стало сокращаться, однако продолжилось даже при Джалаиридах.
Во всех монгольских территориях в начальный период (середина XIII века) монгольский был единственным языком канцелярий, и лишь к концу XIII века постепенно стали использоваться местные языки, так, первый известный документ на персидском в Государстве Хулагуидов датируется 1288 годом. Официальное использование монгольского не ограничивалось канцеляриями. С правления Абака-хана на монетах уйгурским алфавитом чеканилось выражение «Во имя кагана, X.Y. отчеканил её» на монгольском языке. После финансовой и монетной реформы Газан-хана 1301 года эта традиция была прекращена, однако имя хана продолжило чеканиться на монетах, также на уйгурском алфавите, даже во времена Джалаиридов.
После постепенного появления в канцеляриях Хулагуидов персидского языка с 1280-х, монгольский язык стал постепенно утрачивать свои позиции. С 1325 г. начали появляться двуязычные монголо-персидские документы, что указывает на начало периода, в котором использование монгольского языка было скорее делом монгольской государственной традиции и престижа. Самый поздний документ с использованием монгольского языка, указ джалаиридского правителя Шейх-Увейса, который также относится к двуязычным документам, датируется 1358 годом. Обращение в ислам Газан-хана и исламизация монгольской аристократии, должно быть, сделали значительный вклад в упадок монгольских традиций во всех областях жизни.
После реформ Газан-хана также началось постепенное прекращение использования монгольского языка в повседневной жизни. Некогда престижный язык монгольских завоевателей полностью исчез в Иране, оставив после себя огромный пласт монгольских заимствований в персидском и следы в иранской топонимике.

### Тюркский язык

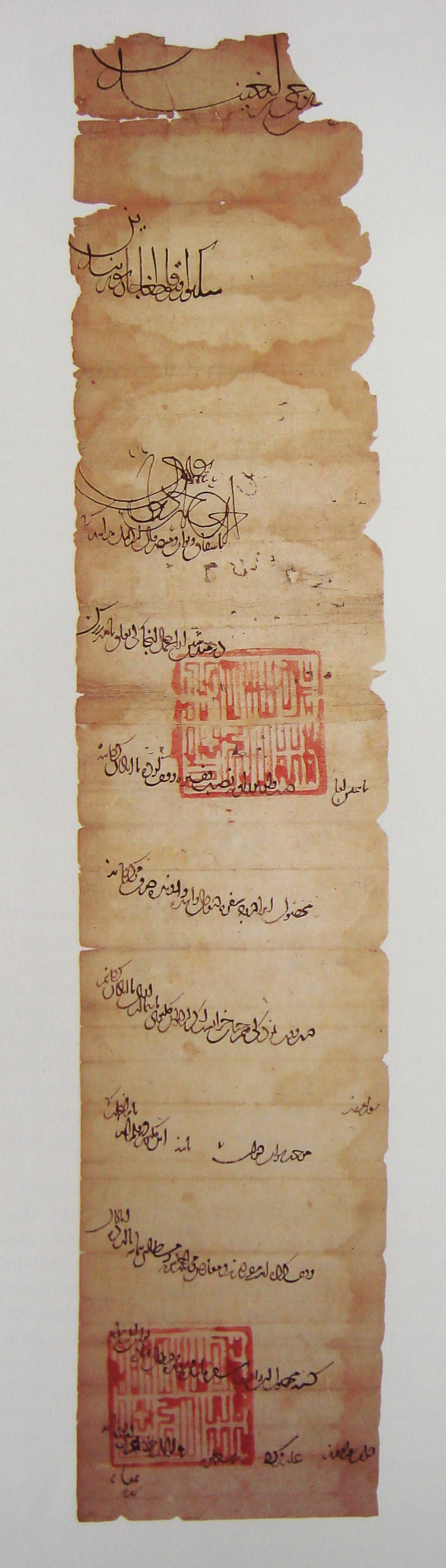
Фарман Гайхату на персидском и тюркском языках

По всей Монгольской империи тюрки вскоре после завоевания монголами стали неотъемлемой частью военной силы чингизидских государств, в том числе и Государства Хулагуидов. Лёгкое объединение монгольских и тюркских элементов произошло благодаря общему кочевому наследию и тысячелетнему симбиозу во Внутренней Азии. В определённые периоды тюркское население в целом и их военная фракция превосходили монгольский элемент.
В Государстве Хулагуидов монголы создали официальную письменность и канцелярскую систему на основе уйгурской письменности и при помощи уйгурских секретарей и писцов. И поэтому, несмотря на то, что основное тюркское население Ирана говорило на западно-тюркском (огузском) языке, на протяжении всего хулагуидского периода в Иране появлялись тексты на восточно-тюркском языке. Это подтверждает то, что в иранских канцеляриях работали уйгурские и другие восточно-тюркские писцы. До этого сельджукские правители Ирана использовали в официальных целях арабский и персидский, и первые тюркские тексты в Иране появились именно в связи с деятельностью монгольских канцелярий. В монгольский период в персидский язык проникли официальные выражения тюркского происхождения.
Как известно, система монгольской документации была основана на уйгурском примере, так имперские указы начинались со слов «üge manu», что являлось калькой с тюркского «sözümüz» и означало ‛наше слово’. Если указ был издан высокопоставленным сановником, то сперва указывалось имя правящего хана, а затем следовало имя сановника с надписью ‛слово’ на тюркском («sözi»)
… yarlïġïndïn, … sözi
[Хан] повелел, слово [сановника]
Ещё долго после исчезновения монгольского языка, «sözüm(üz)» использовался в персидских документах времён Кара-Коюнлу, Ак-Коюнлу и Тимуридов.
Другим влиянием восточно-тюркского языка был китайский животный календарь, уйгурскую версию которого монголы переняли и представили во всех завоёванных территориях. Хотя и названия 12 лет животного цикла были переведены на монгольский, тюркские названия сохранили свою значимость. Например, в историческом сочинении Рашид ад-Дина названия лет двенадцатилетнего животного календаря встречаются 54 раза, 26 раз на тюркском, 34 раза используются монгольские названия, а в 13 случаях невозможно точно определить, является ли название тюркским или монгольским по происхождению, так как оно звучит одинаково в обоих языках. Лишь 2 названия даны на персидском. При этом названия месяцев были только на тюркском. В Иране после монгольского периода тюрко-монгольский животный календарь остался в употреблении наряду с хиджрой вплоть до конца правления Каджарской династии.
Использование тюркского языка в монгольских канцеляриях и животный календарь демонстрирует, что в монгольский период тюркское влияние в Иране не только не прекратилось, но и усилилось, продолжаясь вплоть до смещения Каджарской династии в 1925 году.
Неудивительно, что большинство монголов после принятия ислама ассимилировались не в персов, а в тюрков, культурно к которым они были ближе. Туркоманы, которые превосходили монголов в количестве и были мусульманами, благодаря общему кочевому образу жизни быстро поглотили монголов. Фактически исламизация монголов была одним из аспектов тюркизации.
Согласно Фуату Кепрюлю, с эпохи монгольских завоеваний начинается процесс формирования самостоятельного азербайджанского «диалекта» тюркского языка и его отделение от общесельджукской языковой среды. Как указывает Заки Валиди Тоган, нормы азербайджанского языка/диалекта в Ильханидский период формировались под влиянием огузо-туркменского, кипчакского и восточно-туркестанского тюркского языков. Тоган пишет, что Ибн Муканна, составляя словарь монгольских и тюркских языков Государства Ильханидов, упоминает кроме туркменского языка и тюркского языка Восточного Туркестана также «тюркский язык нашей страны». Согласно азербайджанскому исследователю Шахину Мустафаеву, многие специалисты, как то П. Мелиоранский, Б. Чобанзаде, А. Джафароглы, считают, что несомненно под этим названием упоминается азербайджанский язык.

## Наследие

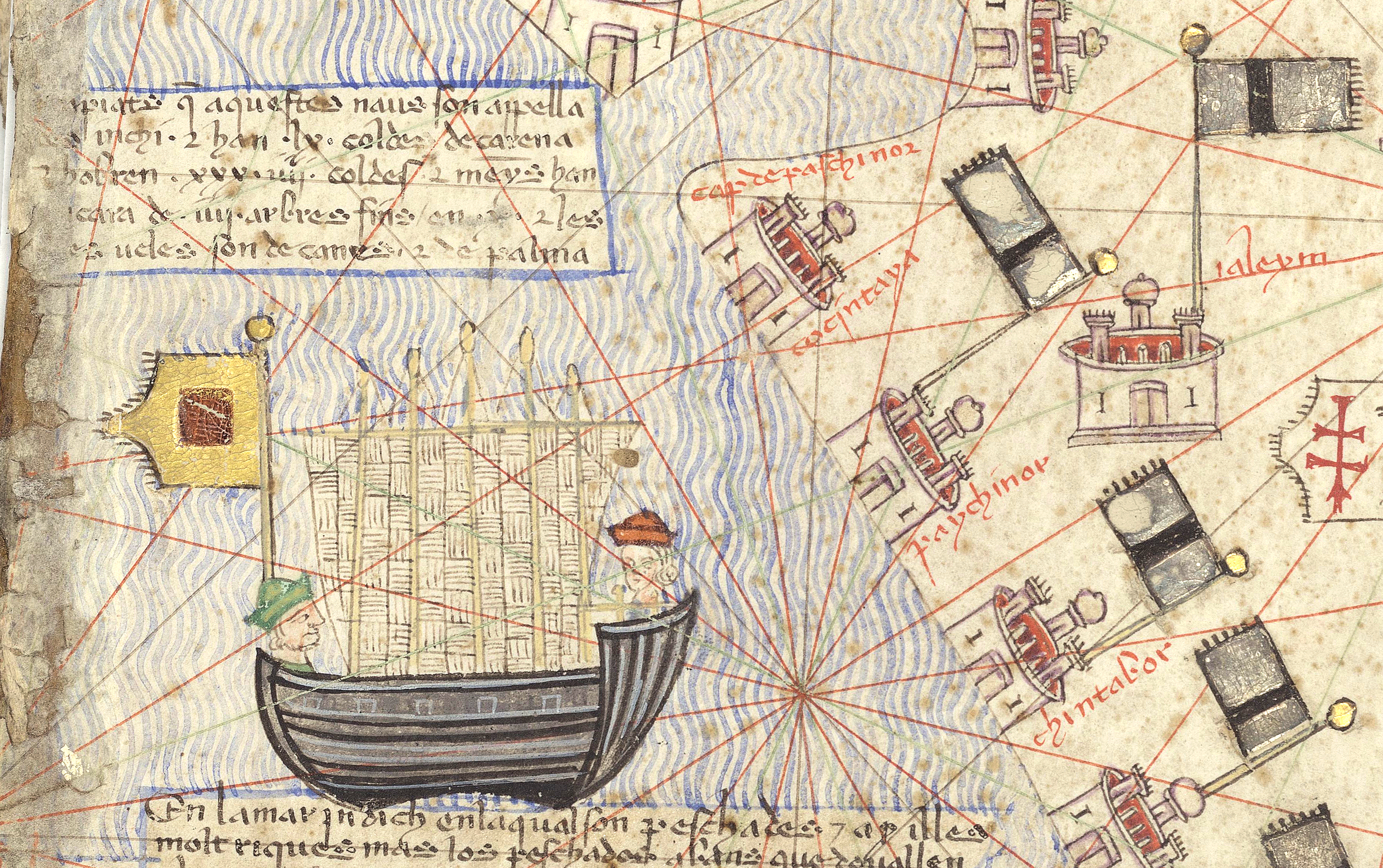
Корабль под флагом Ильханата, плывущий по Индийскому океану к берегам Индии, находящейся под контролем Делийского султаната, Каталонский атлас, 1375 год.

Возникновение Ильханата оказало важное историческое влияние на Переднюю Азию. Появление Монгольской империи значительно облегчило торговлю по всей Азии. Связи между Ильханатом и династией Юань в Китае способствовали активизации торговли и культурных контактов с Востоком. Одежда с драконами императорского Китая использовалась Ильханидами, кроме того, одно время, они использовали китайский титул Хуанди (император) из-за сильного влияния китайской политической системы на монголов. Печати с китайскими иероглифами создавались самими Ильханидами в дополнение к печатям, полученным ими от династии Юань, которые содержали ссылки на китайскую правительственную организацию.
Ильханат также помог проложить путь к более позднему государству Сефевидов и, в конечном счёте, к современному Ирану. В том числе, способствуя продолжению развития персидской архитектуры. Именно при ильханах персидские историки окончательно отказались от использования арабского предпочитая свой родной персидский язык.
Зачатки двойного документооборота начали применяться именно при Ильханате, а затем в Османской империи. Эти разработки не зависели от методов бухгалтерского учёта, используемых в Европе. Эта система учёта была принята главным образом в результате социально-экономических потребностей, возникших в результате сельскохозяйственных и фискальных реформ Газан-хана в 1295—1304 годах.

### Ильханкак племенной титул в Персии XIX—XX веков
Титул ильхан вновь появился среди кашкайских кочевников южной Персии в XIX веке. Джан Мохаммад Хан начал использовать его в 1818/19 году, и это было продолжено всеми последующими лидерами кашкайцев. Последним ильханом был Насир Хан, который в 1954 году был отправлен в изгнание после того, как поддержал Мохаммада Мосаддыка. Когда он вернулся во время Исламской революции в 1979 году, он не смог вернуть себе прежнее положение и умер в 1984 году как последний ильхан кашкайцев.

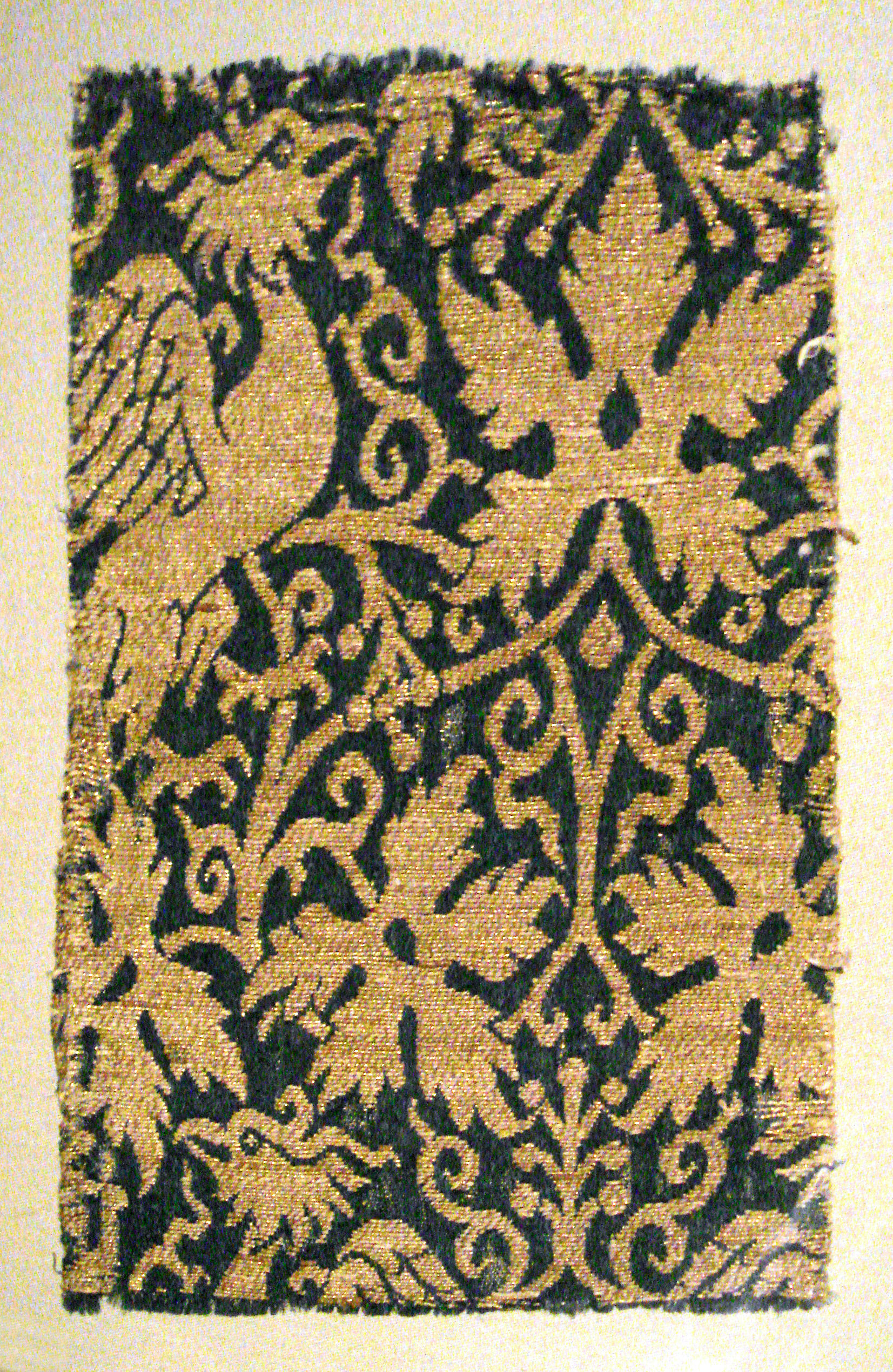
Ильханат, лампасы с фениксом, шёлк и золото, Иран или Ирак, XIV век.
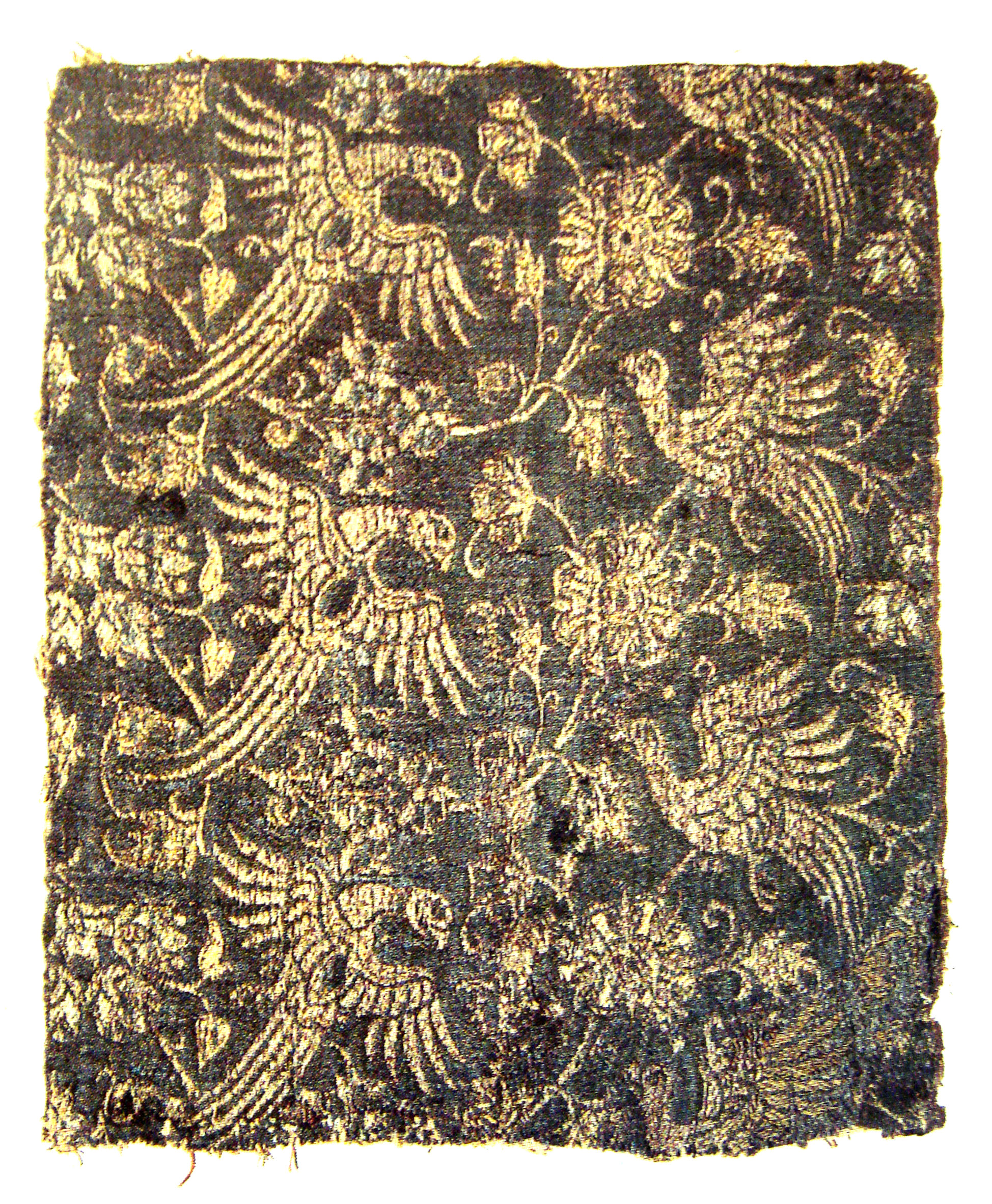
Ильханат, текстиль для лампасов, шёлк и золото; вторая половина XIV века.
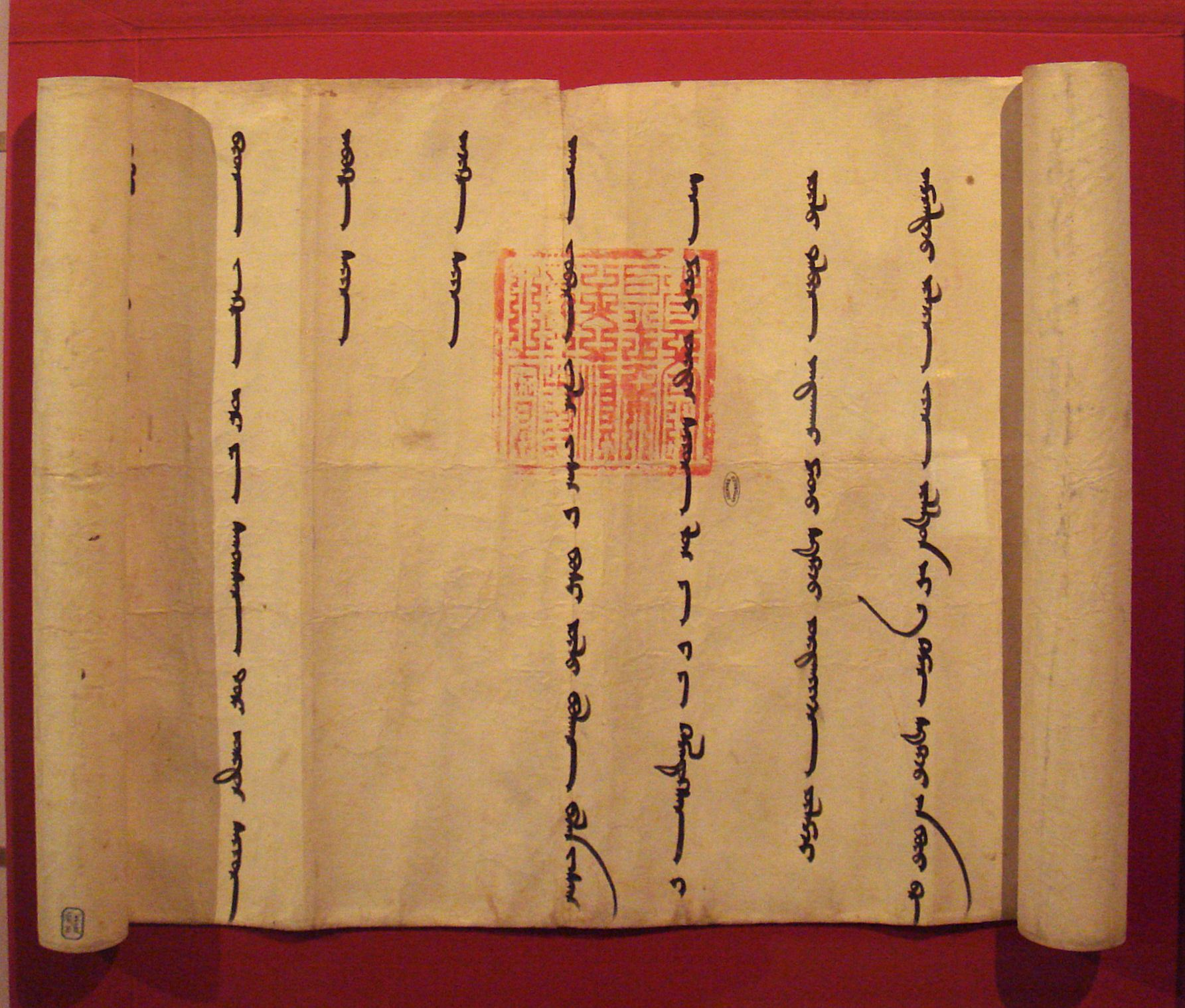
Письмо ильхана Олджейту от 1305 года (официальная квадратная красная печать Ильханата).
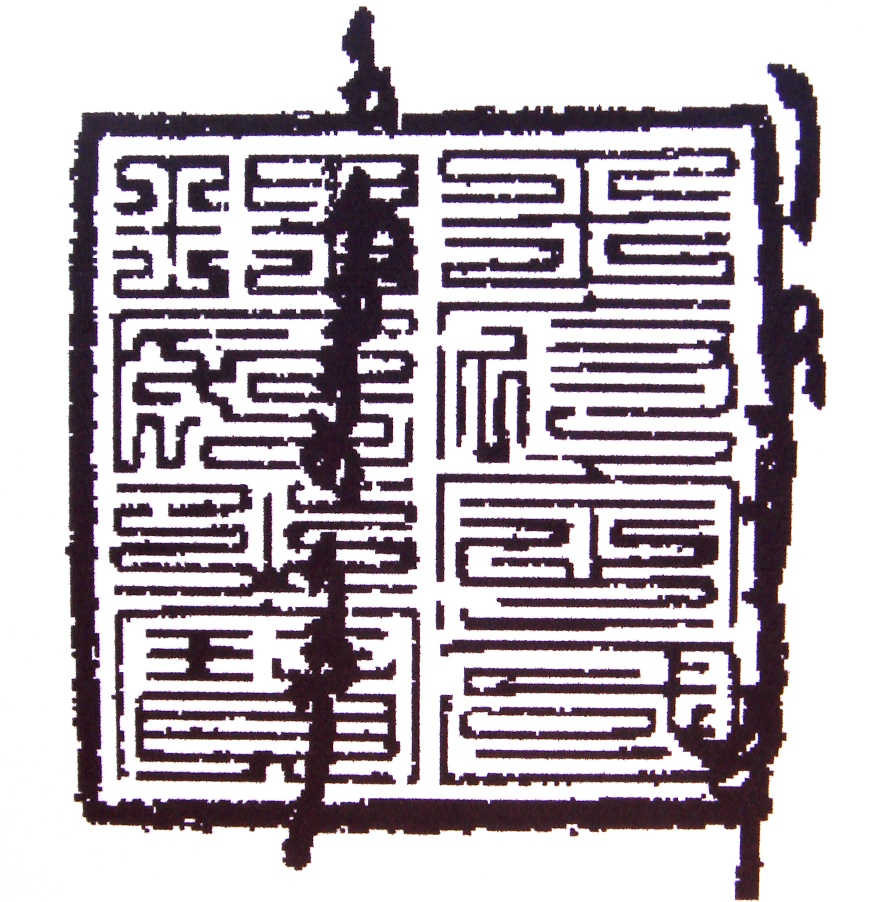
Печать Газан-хана.

## Правители Государства Хулагуидов
- Хулагу-хан (1217—1265), сын Толуя, ильхан (1256—1265)
- Абага-хан (1234—1282), сын Хулагу, ильхан (1265—1282)
- Султан Ахмед Текудер-хан, сын Хулагу, ильхан (1282—1284)
- Аргун-хан, сын Абаги, ильхан (1284—1291)
- Иринджин Дорджи Гайхату-хан, сын Абаги, ильхан (1291 — март 1295)
- Байду-хан, сын Тарагая, сына Хулагу, ильхан (апрель — октябрь 1295)
- Султан Махмуд Газан-хан (1271—1304), сын Аргуна, ильхан (ноябрь 1295—1304)
- Гийас ад-Дунийа ва-д-Дин Султан Мухаммед Худабандэ Олджейту-хан (1278—1316), сын Аргуна, ильхан (1304—1316)
- Изз ад-Дунийа ва-д-Дин Султан Абу Саид Мухаммед Бахадур-хан, сын Олджейту, ильхан (1316—1335)

## Cимволы по западноевропейским источникам
Города Персии, в эпоху государства Хулагуидов, изображены с поднятыми знамёнами с красным квадратом на жёлтом полотне. Знамёна можно увидеть во всех городах Персии в Каталонском атласе.

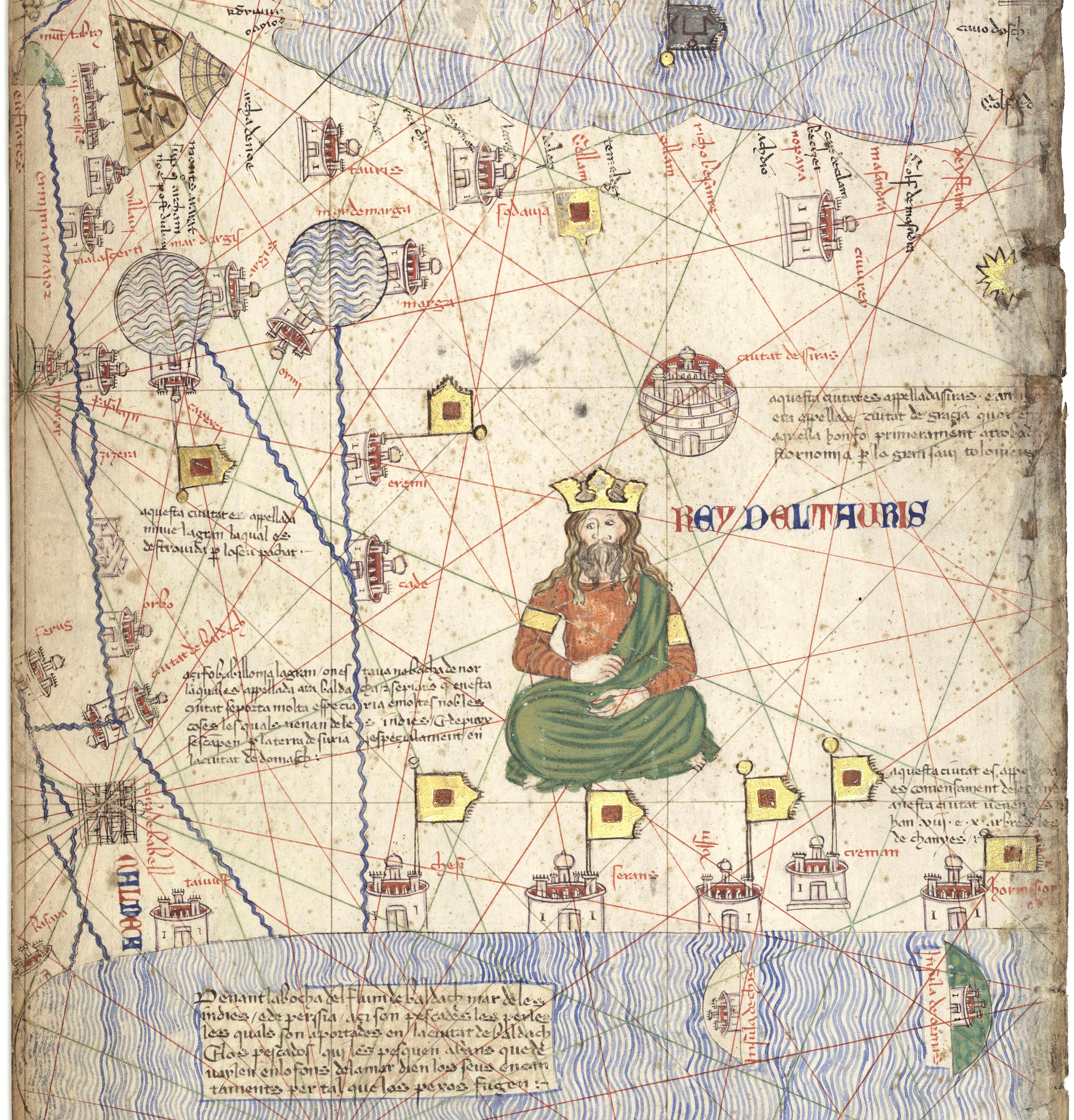
Государство Хулагуидов в Каталонском атласе